# Chongqing International Construction Corporation
Die Chongqing International Construction Corporation (kurz: CICO; chinesisch 重庆对外建设) ist ein chinesisches Bauunternehmen und Ingenieurbüro und eine Tochter der Chongqing Foreign Trade and Economic Cooperation Group Co., Ltd. (CFTEC). Das öffentliche Unternehmen hat seinen Hauptsitz in der regierungsunmittelbaren Stadt Chongqing und wurde 1985 gegründet.
Das Unternehmen war an mehreren Straßenbauprojekten in Uganda beteiligt, z. B.:
- Der mit 350-Millionen Dollar durch die China Exim-Bank finanzierte Entebbe–Kampala Expressway[2]
- Die zwischen 2012 und 2014 gebaute Fort Portal–Bundibugyo–Lamia Road[2]
- Die von 2009 bis 2010 gebaute Matugga–Kapeeka Road[3]

Der Staat Liberia schloss 2012 mit CICO einen Vertrag über die Sanierung des Monrovia-Gbarnga-Ganta-Highway um die Anbindung an die anderen Länder der Mano River Union zu verbessern.

## Unlautere Methoden bei Straßenbauprojekten
Eine vom Amt der Afrikanischen Entwicklungsbank (AfDB) zur Korruptionsbekämpfung durchgeführte Untersuchung wies Übertreibungen bezüglich Umfang und Nutzen der bisher angeblich durch die CICO abgeschlossenen Aufträge nach.
Nachdem CICO unlautere Methoden bei Auftragsvergaben für AfDB-finanzierte Straßenbauprojekte in Uganda nachgewiesen wurden, wurde das Unternehmen durch die Entwicklungsbank für zwölf Monate ausgeschlossen. Nach Ablauf der zwölf Monate muss das Unternehmen ein intensives Integritäts- und Regelkonformitäts-Programm umsetzen, damit es den Standards der Afrikanischen Entwicklungsbank gerecht wird. Erst nach einer Eignungsprüfung der CICO wird die AfDB eine Entlastung in Erwägung ziehen.